# Рабенгольц
Рабенгольц (нім. Rabenholz) — громада в Німеччині, розташована в землі Шлезвіг-Гольштейн. Входить до складу району Шлезвіг-Фленсбург. Складова частина об'єднання громад Гельтінгер-Бухт.
Площа — 5,8 км2. Населення становить 279 ос. (станом на 31 грудня 2020).

## Галерея

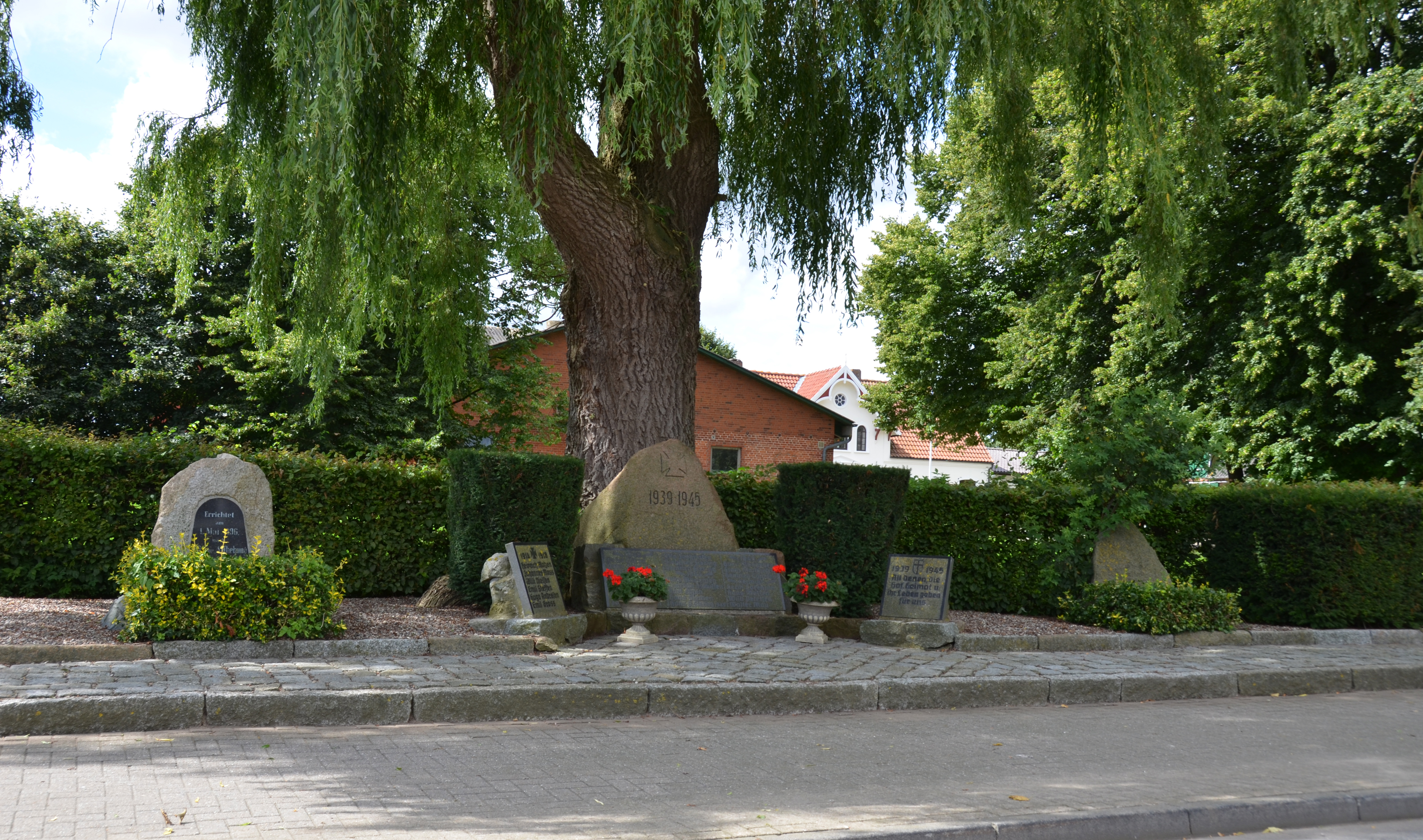
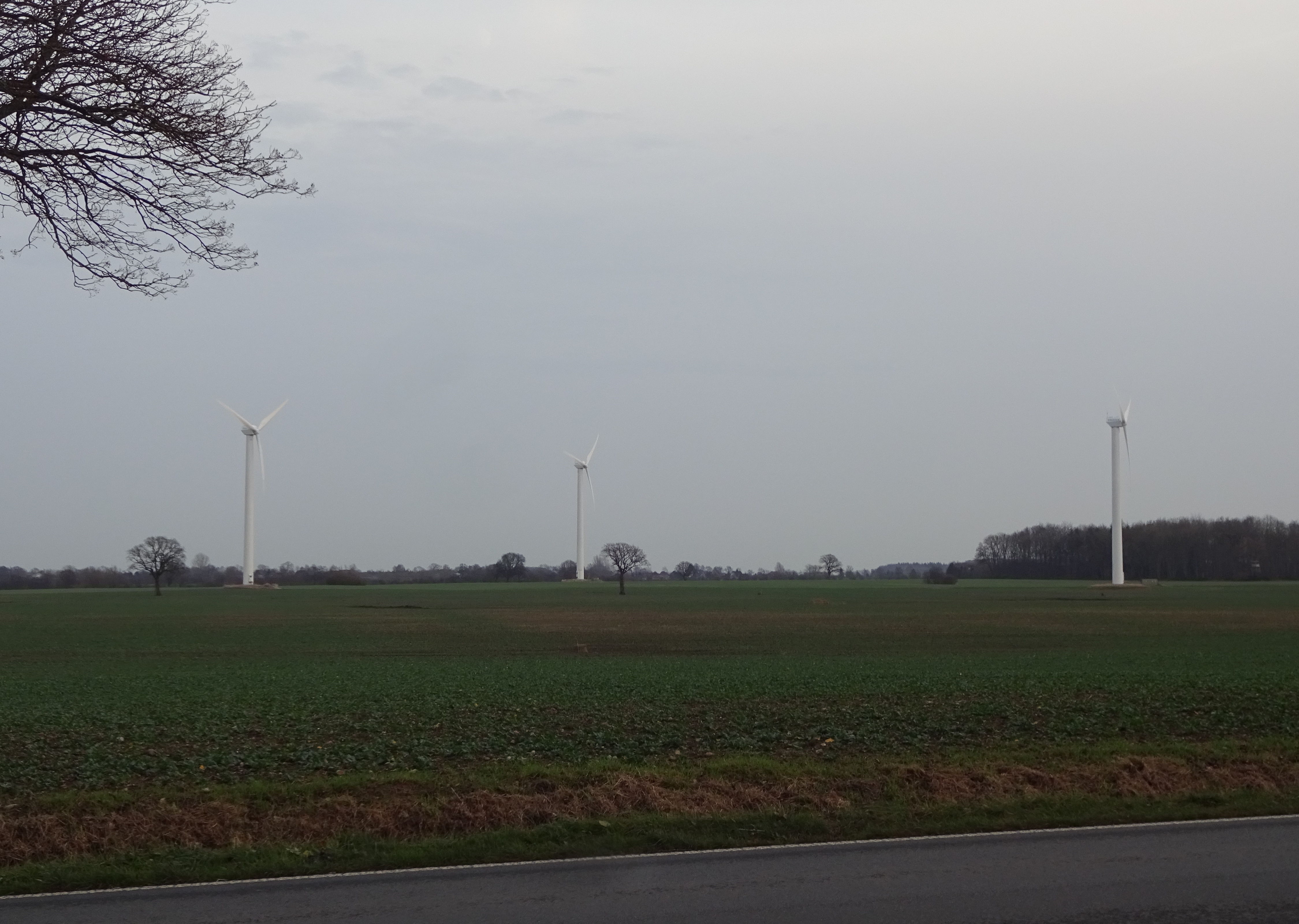